# 普天通信集團
普天通信集團有限公司，簡稱普天通信集團（英語：Putian Communication Group Limited，港交所：1720），在2001年，由主席王秋萍，於總部江西南昌成立「普天線纜集團有限公司（前稱江西普天數據電纜
有限公司）」，業務在中國內地經營生產和銷售通信产品门类齐全、独立完整，基本覆盖了光纤通讯网络、铜缆通讯网络、综合布线网络全链路产品。
股份在2017年11月9日於港交所主板上市。招股價為0.95港元，全球發售股數為275,000,000股，集資額為166.7百萬港元。

## 連結
- potel-group.com （页面存档备份，存于）